# Lê Hoàng Lan
Lê Hoàng Lan (sinh khoảng năm 1972) là một nghệ sĩ ưu tú, nghệ sĩ vĩ cầm người Việt Nam. Bà hiện là bè trưởng (concertmistress) của dàn nhạc giao hưởng Việt Nam, cùng với Đào Mai Anh.

## Sự nghiệp
Lê Hoàng Lan sinh ra trong một gia đình có truyền thống nghệ thuật. Bà bắt đầu học vĩ cầm từ năm lên 6 tuổi và bắt đầu theo học chính quy với Nguyễn Đình Quỳ một năm sau đó. Năm 2006, bà tốt nghiệp Thạc sĩ Âm nhạc chuyên ngành biểu diễn vĩ cầm tại Học viện Âm nhạc Quốc gia Việt Nam dưới sự hướng dẫn của Giáo sư Nghệ sĩ Nhân dân Ngô Văn Thành.
Lê Hoàng Lan hiện hiện là bè trưởng của Dàn nhạc Giao hưởng Quốc gia Việt Nam. Bà đã từng biểu diễn nhiều chương trình độc tấu với dàn nhạc. Một trong những điểm nổi bật trong sự nghiệp của bà là xuất hiện với vai trò độc tấu cùng nghệ sĩ viola nổi tiếng thế giới Nobuko Imai trong tác phẩm Sinfonia Concertante của W. A. Mozart. Lê Hoàng Lan cũng là thành viên của Nhóm tứ tấu đàn dây Hoa Sen. Bà đã biểu diễn thành công nhiều chương trình hòa nhạc và tham gia nhiều chuyến lưu diễn trong và ngoài nước.
Bà được nhà nước Việt Nam phong tặng danh hiệu Nghệ sĩ ưu tú vào năm 2015.

## Đời tư
Lê Hoàng Lan là chị gái của nhạc sĩ Lê Minh Sơn và là mẹ của nghệ sĩ vĩ cầm Đỗ Phương Nhi. Bà kết hôn với Đỗ Xuân Thắng, giảng viên khoa dây của Học viện Âm nhạc Quốc gia Việt Nam.